# Liste de sondages sur les élections générales québécoises de 1989
Cette page dresse la liste des sondages d'opinions réalisés pendant la 33e législature du Québec jusqu'aux élections générales de 1989.

## Intentions de vote (population entière)
|                                                                 |
| La ligne pointillée désigne le début de la campagne électorale. |

### Pendant la campagne électorale
| Dernier jour du sondage                                      | PLQ  | PQ   | ÉGA | NPDQ | Autres | Sondeur | Échantillon | ME    | Source |
| ------------------------------------------------------------ | ---- | ---- | --- | ---- | ------ | ------- | ----------- | ----- | ------ |
| Dernier jour du sondage                                      |      |      |     |      |        | Sondeur | Échantillon | ME    | Source |
| Résultats du vote                                            | 50,0 | 40,2 | 3,7 | 1,2  | 4,9    |         |             |       |        |
| 20 septembre 1989                                            | 47   | 41   | 5   | 4    | 4      | Léger   | NC          | NC    | PDF    |
| 19 septembre 1989                                            | 45   | 39   | 7   | 3    | 5      | Sorécom | NC          | NC    | PDF    |
| 17 septembre 1989                                            | 50   | 39   | 5   | 3    | 4      | CROP    | 1 510       | ± 2,5 | PDF    |
| 13 septembre 1989                                            | 44   | 40   | NC  | NC   | 17     | SOM     | 950         | ± 3,8 | [ 1 ]  |
| 13 septembre 1989                                            | 47   | 40   | 5   | 4    | 4      | Sorécom | NC          | NC    | PDF    |
| 6 septembre 1989                                             | 47   | 41   | 3   | 5    | 5      | Léger   | NC          | NC    | PDF    |
| 5 septembre 1989                                             | 51   | 37   | 6   | 4    | 3      | CROP    | NC          | NC    | PDF    |
| 29 août 1989                                                 | 48   | 38   | 5   | 5    | 5      | Sorécom | 506         | ± 4,5 | PDF    |
| 26 août 1989                                                 | 44   | 37   | 8   | 5    | 6      | Sorécom | 1 000       | ± 3,0 | PDF    |
| 20 août 1989                                                 | 50   | 38   | 1   | 5    | 5      | Léger   | NC          | NC    | PDF    |
| Déclenchement officiel des élections générales (9 août 1989) |      |      |     |      |        |         |             |       |        |

### Pendant la 33elégislature

#### En 1989 (avant la campagne électorale)
| Dernier jour du sondage                  | PLQ | PQ | ÉGA | NPDQ | Autres | Sondeur    | Échantillon | ME    | Source |
| ---------------------------------------- | --- | -- | --- | ---- | ------ | ---------- | ----------- | ----- | ------ |
| Dernier jour du sondage                  |     |    |     |      |        | Sondeur    | Échantillon | ME    | Source |
| 26 juin 1989                             | 53  | 35 | 2   | 8    | 1      | Sorécom    | 940         | NC    | PDF    |
| 19 juin 1989                             | 53  | 32 | NC  | 12   | 3      | CROP       | 1 016       | ± 3,0 | [ 2 ]  |
| 30 mai 1989                              | 55  | 31 | 3   | 9    | 2      | Sorécom    | 886         | NC    | PDF    |
| 25 mai 1989                              | 51  | 32 | NC  | 13   | 4      | CROP       | 1 001       | ± 3,0 | PDF    |
| Création du Parti Égalité (7 avril 1989) |     |    |     |      |        |            |             |       |        |
| 21 mars 1989                             | 57  | 29 | –   | 13   | 1      | CROP       | 1 017       | ± 3,0 | PDF    |
| 19 mars 1989                             | 52  | 34 | –   | 11   | 3      | Sorécom    | NC          | NC    | PDF    |
| 25 janvier 1989                          | 47  | 34 | –   | NC   | 19     | Angus Reid | 400         | NC    | [ 3 ]  |
| 16 janvier 1989                          | 54  | 33 | –   | 12   | 1      | CROP       | 1 024       | ± 3,0 | PDF    |

#### En 1988
| Dernier jour du sondage                                         | PLQ | PQ | NPDQ | Autres | Sondeur | Échantillon | ME    | Source |
| --------------------------------------------------------------- | --- | -- | ---- | ------ | ------- | ----------- | ----- | ------ |
| Dernier jour du sondage                                         |     |    |      |        | Sondeur | Échantillon | ME    | Source |
| 14 novembre 1988                                                | 64  | 25 | 10   | 1      | CROP    | NC          | NC    | PDF    |
| 13 novembre 1988                                                | 63  | 30 | 7    | 0      | Sorécom | NC          | NC    | PDF    |
| 22 septembre 1988                                               | 59  | 27 | 13   | 1      | CROP    | NC          | NC    | PDF    |
| 22 juin 1988                                                    | 64  | 25 | 11   | 0      | CROP    | NC          | NC    | PDF    |
| 8 juin 1988                                                     | 52  | 31 | 12   | 5      | Créatec | 936         | ± 3,2 | [ 4 ]  |
| 24 mai 1988                                                     | 58  | 29 | 13   | 0      | Sorécom | 1 002       | ± 3,0 | PDF    |
| 18 mai 1988                                                     | 63  | 28 | 9    | NC     | CROP    | NC          | NC    | NC     |
| 19 avril 1988                                                   | 57  | 28 | 14   | 1      | CROP    | NC          | NC    | PDF    |
| 13 avril 1988                                                   | 55  | 32 | 12   | 1      | Sorécom | NC          | NC    | NC     |
| Jacques Parizeau devient chef du Parti québécois (18 mars 1988) |     |    |      |        |         |             |       |        |
| 7 mars 1988                                                     | 54  | 30 | 16   | 0      | CROP    | 647         | ± 4,0 | PDF    |
| février 1988                                                    | 53  | 30 | 17   | 1      | CROP    | NC          | NC    | NC     |
| 28 février 1988                                                 | 59  | 26 | 14   | 1      | Sorécom | 1 191       | NC    | PDF    |
| 20 janvier 1988                                                 | 55  | 31 | 12   | 1      | CROP    | NC          | NC    | NC     |
| 16 janvier 1988                                                 | 52  | 29 | 12   | 7      | Créatec | 437         | ± 5,0 | PDF    |

#### En 1987
| Dernier jour du sondage | PLQ     | PQ      | NPDQ    | Autres | Sondeur | Échantillon | ME     | Source |
| ----------------------- | ------- | ------- | ------- | ------ | ------- | ----------- | ------ | ------ |
| Dernier jour du sondage |         |         |         |        | Sondeur | Échantillon | ME     | Source |
| 24 novembre 1987        | 53      | 33      | 13      | 1      | Sorécom | NC          | NC     | NC     |
| 17 novembre 1987        | 53      | 30      | 15      | 2      | Créatec | NC          | NC     | PDF    |
| 15 octobre 1987         | 53 (41) | 32 (25) | 14 (11) | NC     | Léger   | 1 058       | ± 3,07 | PDF    |
| 6 octobre 1987          | 54      | 23      | 22      | 2      | CROP    | NC          | NC     | PDF    |
| 30 septembre 1987       | 54      | 26      | 18      | 1      | Sorécom | NC          | NC     | PDF    |
| 18 juin 1987            | 58      | 22      | 18      | 2      | CROP    | NC          | NC     | PDF    |
| 26 février 1987         | 59      | 33      | 5       | 3      | Sorecom | 1 200       | ± 2,28 | PDF    |
| janvier 1987            | 52      | 29      | 13      | 6      | Léger   | NC          | NC     | PDF    |

#### En 1986
| Dernier jour du sondage | PLQ  | PQ   | NPDQ | Autres | Sondeur | Échantillon | ME     | Source |
| ----------------------- | ---- | ---- | ---- | ------ | ------- | ----------- | ------ | ------ |
| Dernier jour du sondage |      |      |      |        | Sondeur | Échantillon | ME     | Source |
| 26 novembre 1986        | 55   | 38   | NC   | 7      | Sorecom | 1 228       | ± 2,89 | PDF    |
| 11 novembre 1986        | 57   | 36   | NC   | 7      | IQOP    | 1 106       | ± 3,0  | PDF    |
| 26 septembre 1986       | 60   | 34   | 4    | 3      | Sorécom | 1 824       | NC     | PDF    |
| 25 mai 1986             | 53   | 38   | 4    | NC     | Sorécom | 1 195       | ± 2,89 | PDF    |
| 28 février 1986         | 61   | 33   | NC   | 6      | Sorécom | NC          | NC     | PDF    |
| Élection de 1985        | 56,0 | 38,7 | 2,4  |        |         |             |        |        |

## Intentions de votes (par groupe)

### Par langue
| Sondeur | Date              | Parti libéral | Parti libéral | Parti québécois | Parti québécois | Parti égalité | Parti égalité | NPDQ | NPDQ | Autres | Autres |
| ------- | ----------------- | ------------- | ------------- | --------------- | --------------- | ------------- | ------------- | ---- | ---- | ------ | ------ |
| Sondeur | Date              |               |               |                 |                 |               |               |      |      |        |        |
| Sondeur | Date              | FR            | NF            | FR              | NF              | FR            | NF            | FR   | NF   | FR     | NF     |
| CROP    | 17 septembre 1989 | 49            | 55            | 44              | NC              | NC            | 30            | NC   | NC   | NC     | NC     |
| SOM     | 13 septembre 1989 | 42            | NC            | 42              | NC              | NC            | NC            | NC   | NC   | NC     | NC     |
| Sorecom | 29 août 1989      | 46            | 47            | 44              | 3               | NC            | 28            | NC   | NC   | NC     | NC     |
| Sorecom | 26 août 1989      | 43            | 34            | 44              | 9               | NC            | 47            | NC   | NC   | NC     | NC     |
| CROP    | 19 juin 1989      | 51            | 62            | 37              | 6               | NC            | 5             | 10   | 19   | 2      | 8      |
| CROP    | 25 mai 1989       | NC            | 54            | NC              | NC              | —             | —             | NC   | 21   | NC     | NC     |
| CROP    | 19 janvier 1989   | NC            | 74            | NC              | 5               | —             | —             | NC   | 19   | NC     | NC     |
| Créatec | 8 juin 1988       | 46            | NC            | 39              | NC              | —             | —             | NC   | NC   | NC     | NC     |
| CROP    | 18 mai 1988       | 57            | 92            | 33              | 4               | —             | —             | 10   | 3    | 0      | 1      |
| Sorecom | 30 septembre 1987 | 48            | 77            | 32              | NC              | —             | —             | 18   | 20   | NC     | NC     |
| Sorecom | 26 septembre 1986 | 55            | NC            | 39              | NC              | —             | —             | NC   | NC   | NC     | NC     |
| Sorecom | 25 mai 1986       | 45            | NC            | 47              | NC              | —             | —             | NC   | NC   | NC     | NC     |

#### Autres catégories (non-francophones)
| Sondeur | Date              | Parti libéral | Parti libéral | Parti québécois | Parti québécois | Parti égalité | Parti égalité | NPDQ | NPDQ | Autres | Autres |
| ------- | ----------------- | ------------- | ------------- | --------------- | --------------- | ------------- | ------------- | ---- | ---- | ------ | ------ |
| Sondeur | Date              |               |               |                 |                 |               |               |      |      |        |        |
| Sondeur | Date              | AG            | AL            | AG              | AL              | AG            | AL            | AG   | AL   | AG     | AL     |
| Sorécom | 20 septembre 1989 | 40            | NC            | 4               | NC              | 53            | NC            | 3    | NC   | 5      | NC     |
| Sorécom | 13 septembre 1989 | 40            | 81            | NC              | NC              | 45            | NC            | NC   | NC   | NC     | NC     |
| Sorécom | 26 septembre 1986 | 79            | 82            | 12              | 12              | –             | –             | NC   | NC   | NC     | NC     |

### Par zone géographique
| Sondeur | Date              | Parti libéral  | Parti libéral      | Parti libéral   | Parti québécois | Parti québécois    | Parti québécois | Parti égalité  | Parti égalité      | Parti égalité   | Autres         | Autres             | Autres          |
| ------- | ----------------- | -------------- | ------------------ | --------------- | --------------- | ------------------ | --------------- | -------------- | ------------------ | --------------- | -------------- | ------------------ | --------------- |
| Sondeur | Date              |                |                    |                 |                 |                    |                 |                |                    |                 |                |                    |                 |
| Sondeur | Date              | Montréal (RMR) | Capitale nationale | Reste du Québec | Montréal (RMR)  | Capitale nationale | Reste du Québec | Montréal (RMR) | Capitale nationale | Reste du Québec | Montréal (RMR) | Capitale nationale | Reste du Québec |
| CROP    | 17 septembre 1989 | 46             | NC                 | NC              | 36              | NC                 | NC              | 10             | NC                 | NC              | NC             | NC                 | NC              |
| Sorecom | 13 septembre 1989 | NC             | 43                 | NC              | NC              | 45                 | NC              | NC             | NC                 | NC              | NC             | NC                 | NC              |

## Satisfaction envers le gouvernement
Initialement très populaire (avec un taux de satisfaction dépassant régulièrement les 60 %), le gouvernement mené par Robert Bourassa connaît une nette baisse de popularité au début de 1989. À partir du printemps 1989 le taux d'approbation se stabilise autour de 50 % et se maintient à ce niveau jusqu'à la fin de la législature en septembre 1989.
| Satisfaction envers le gouvernement du Québec pendant la 33e législature |
|                                                                          |

| Dernier jour du sondage | Total satisfaits | Total insatisfaits | Détail          | Détail            | Détail             | Détail            | Détail      | Sondeur | Échantillon | ME     | Source |
| Dernier jour du sondage | Total satisfaits | Total insatisfaits | Très satisfaits | Plutôt satisfaits | Plutôt insatisfait | Très insatisfaits | NSP / Refus | Sondeur | Échantillon | ME     | Source |
| ----------------------- | ---------------- | ------------------ | --------------- | ----------------- | ------------------ | ----------------- | ----------- | ------- | ----------- | ------ | ------ |
| 17 septembre 1989       | 44               | 51                 | NC              | NC                | NC                 | NC                | 5           | CROP    | 1 510       | ± 2,5  | PDF    |
| 29 août 1989            | 50               | 47                 | NC              | NC                | NC                 | NC                | 3           | Sorécom | 506         | ± 4,5  | PDF    |
| 26 août 1989            | 48               | 49                 | NC              | NC                | NC                 | NC                | 3           | Sorécom | 1 000       | ± 3,0  | PDF    |
| 26 juin 1989            | 57               | NC                 | NC              | NC                | NC                 | NC                | NC          | Sorécom | 940         | NC     | PDF    |
| 25 mai 1989             | 51               | NC                 | NC              | NC                | NC                 | NC                | NC          | CROP    | 1 001       | ± 3,0  | PDF    |
| 21 mars 1989            | 46               | 48                 | 4               | 42                | 33                 | 15                | 6           | CROP    | 1 017       | ± 3,0  | PDF    |
| 16 janvier 1989         | 56               | 42                 | 9               | 47                | 29                 | 13                | 3           | CROP    | 1 024       | ± 3,0  | PDF    |
| 14 novembre 1988        | 64               | 30                 | 11              | 53                | 22                 | 8                 | 6           | CROP    | NC          | NC     | PDF    |
| 22 septembre 1988       | 56               | 34                 | 8               | 48                | 23                 | 11                | 10          | CROP    | NC          | NC     | PDF    |
| 22 juin 1988            | 62               | 32                 | 10              | 52                | 23                 | 9                 | 6           | CROP    | NC          | NC     | PDF    |
| 18 mai 1988             | 62               | NC                 | NC              | NC                | NC                 | NC                | NC          | CROP    | 1 002       | ± 3,0  | PDF    |
| 19 avril 1988           | 60               | 35                 | 11              | 49                | 22                 | 13                | 5           | CROP    | NC          | NC     | PDF    |
| 13 avril 1988           | 59               | 34                 | NC              | NC                | NC                 | NC                | 7           | Sorécom | NC          | NC     | [ 6 ]  |
| 7 mars 1988             | 55               | 41                 | 8               | 47                | 28                 | 13                | 5           | CROP    | 647         | ± 4,0  | 1 et 2 |
| 6 octobre 1987          | 49               | 40                 | 9               | 40                | 30                 | 10                | 6           | CROP    | NC          | NC     | PDF    |
| 30 septembre 1987       | 58               | 38                 | NC              | NC                | NC                 | NC                | 4           | Sorécom | NC          | NC     | PDF    |
| 26 février 1987         | 57               | 40                 | NC              | NC                | NC                 | NC                | 3           | Sorécom | 2 104       | ± 2,89 | PDF    |
| 28 février 1986         | 51               | 33                 | NC              | NC                | NC                 | NC                | 16          | Sorécom | 1 227       | ± 2,89 | [ 7 ]  |